# Det kinesisk-sovjetiske brud
Det kinesisk-sovjetiske brud var en politisk-ideologisk konflikt mellem Folkerepublikken Kina og Sovjetunionen mellem 1960 og 1989. Konflikten skyldtes strid om lederskabet i den kommunistiske verden, de respektive staters egne interesser, og ulige fortolkninger af marxismen, nemlig maoisme og marxisme-leninisme.
I 1950- og 1960-årene handlede den ideologiske debat mellem Kina og Sovjetunionen også om «fredelig sameksistens» med den kapitalistiske verden. Nikita Khrusjtsjov mente at dette var opnåelig, mens Mao Zedong betragtede det som sovjetisk revisionisme. Efter at Khrusjtsjov fordømte arven efter Josef Stalin i 1956 kørte den ideologiske debatten i hårdknude. I 1961 afviste Kinas kommunistiske parti officielt Sovjetunionens kommunistiske partis politik som et produkt af «revisionistiske forrædere».
Det kinesisk-sovjetiske brud blev et vendepunkt i den kolde krig. Splittelsen bliver ofte anset som en foranledning til Nixons besøg i Kina i 1972 og de påfølgende tilnærmelser mellem Kina og USA. Det samme gælder den kinesisk-sovjetiske grænsekonflikt i 1969, som markerede et lavpunkt i forholdet mellem Kina og Sovjetunionen. USAs tilnærmelser til Kina var et led i Richard Nixons trekantsdiplomati for at presse Sovjetunionen. En gradvis normalisering kom som følge af Maos død i 1976. To år senere blev firebanden væltet af Deng Xiaoping, som ikke havde den samme ideologiske aversion overfor Sovjetunionen.